# NHL 1961/62
Die NHL-Saison 1961/62 war die 45. Spielzeit in der National Hockey League. Sechs Teams spielten jeweils 70 Spiele. Den Stanley Cup gewannen die Toronto Maple Leafs nach einem 4:2-Erfolg in der Finalserie gegen die Chicago Blackhawks elf Jahre nach ihrem letzten Erfolg. Zum ersten Mal in der NHL-Geschichte sind zwei Spieler gleichauf im Rennen um die Art Ross Trophy. Bobby Hull und Andy Bathgate erreichten 84 Punkte. Die Trophäe ging an Hull, da dieser mehr Tore erzielt hatte. Er ist der Dritte, der 50-mal ins gegnerische Tor traf.

## Reguläre Saison

### Abschlusstabelle
Abkürzungen: W = Siege, L = Niederlagen, T = Unentschieden, GF= Erzielte Tore, GA = Gegentore, Pts = Punkte
|                     | W  | L  | T  | GF  | GA  | Pts |
| ------------------- | -- | -- | -- | --- | --- | --- |
| Montréal Canadiens  | 42 | 14 | 14 | 259 | 166 | 98  |
| Toronto Maple Leafs | 37 | 22 | 11 | 235 | 180 | 85  |
| Chicago Blackhawks  | 31 | 26 | 13 | 217 | 186 | 75  |
| New York Rangers    | 26 | 32 | 12 | 195 | 207 | 64  |
| Detroit Red Wings   | 23 | 33 | 14 | 184 | 219 | 60  |
| Boston Bruins       | 15 | 47 | 8  | 177 | 306 | 38  |

### Beste Scorer
Abkürzungen: GP = Spiele, G = Tore, A = Assists, Pts = Punkte
| Spieler         | Team       | GP | G  | A  | Pts |
| --------------- | ---------- | -- | -- | -- | --- |
| Bobby Hull      | Chicago    | 70 | 50 | 34 | 84  |
| Andy Bathgate   | NY Rangers | 70 | 28 | 56 | 84  |
| Gordie Howe     | Detroit    | 70 | 33 | 44 | 77  |
| Stan Mikita     | Chicago    | 70 | 25 | 52 | 77  |
| Frank Mahovlich | Toronto    | 70 | 33 | 38 | 71  |
| Alex Delvecchio | Detroit    | 70 | 26 | 43 | 69  |
| Ralph Backstrom | Montreal   | 66 | 27 | 38 | 65  |
| Norm Ullman     | Detroit    | 70 | 26 | 38 | 64  |
| Bill Hay        | Chicago    | 60 | 11 | 52 | 63  |
| Claude Provost  | Montreal   | 70 | 33 | 29 | 62  |

## Stanley-Cup-Playoffs
|  | Halbfinale | Halbfinale            | Halbfinale |  |  | Stanley-Cup-Finale | Stanley-Cup-Finale  | Stanley-Cup-Finale |
|  |            |                       |            |  |  |                    |                     |                    |
|  |            |                       |            |  |  |                    |                     |                    |
|  | 1          | Canadiens de Montréal | 2          |  |  |                    |                     |                    |
|  | 3          | Chicago Black Hawks   | 4          |  |  |                    |                     |                    |
|  |            |                       |            |  |  | 3                  | Chicago Black Hawks | 2                  |
|  |            |                       |            |  |  | 2                  | Toronto Maple Leafs | 4                  |
|  | 2          | Toronto Maple Leafs   | 4          |  |  |                    |                     |                    |
|  | 4          | New York Rangers      | 2          |  |  |                    |                     |                    |
|  |            |                       |            |  |  |                    |                     |                    |

## NHL-Auszeichnungen
| Art Ross Trophy:              | Bobby Hull, Chicago Blackhawks     |
| Calder Memorial Trophy:       | Bobby Rousseau, Montréal Canadiens |
| Hart Memorial Trophy:         | Jacques Plante, Montréal Canadiens |
| Lady Byng Memorial Trophy:    | Dave Keon, Toronto Maple Leafs     |
| Vezina Trophy:                | Jacques Plante, Montréal Canadiens |
| James Norris Memorial Trophy: | Doug Harvey, New York Rangers      |